# Ningaui
Ningaui es un género de marsupiales dasiuromorfos de la familia Dasyuridae conocidos vulgarmente como ningauis.

## Especies
Se conocen tres especies, más una cuarta aún sin describir. Todas son propias de Australia.
- Ningaui ridei Archer, 1975

- Ningaui timealeyi Archer, 1975

- Ningaui yvonnae Kitchener, Stoddart y Henry, 1983

- La cuarta especie es propia del Territorio del Norte.[1]